# 2-й Січовий Запорізький корпус
2-й Січовий Запорізький корпус — українське загальновійськове з'єднання, створене у складі Революційної армії війльної Росії від вересня 1917 року на базі 6-го армійського корпусу (командувач — генерал Г. Я. Мандрика) в результаті українізації. 
В особовому складі корпусу переважали вояки-українці, а зорганізовані в його частинах українські військові ради сприяли консолідації національних сил. Після Жовтневого перевороту увійшов до складу армії УНР, на початку 1918 року припинив своє існування.

## Історія
В ході українізації від вересня 1917 року 6-й АК було розділено на дві частини — російську (яка зберегла свою назву 6-й армійський корпус, рос. 6-й армейский корпус) й українську у складі двох дивізій, яка отримала назву 2-й Січовий Запорізький корпус, рос. 2-й Сечевой Запорожский корпус.
Командувачем 2-го Січового Запорізького корпусу було призначено генерала Мандрика, начальником штабу — полковника Сулківського, командиром 1-ї дивізії — генерал Осецький, командиром 2-ї дивізії — генерал Поджіо, інспектором артилерії — полковник Афанасьєв. Командирами полків стали молоді поручники й хорунжі, тому що старших офіцерів-українців у корпусі не було.
В зв'язку з важким становищем на фронті, через розвал Російської імператорської армії 6-й армійський корпус не був відведений в тил на переформування, а переформовувався, перебуваючи на позиціях 1-ї лінії в околицях Летичева.
Через два місяці його полки успішно діяли проти збільшовичених частин 11-ї армії. Полки корпусу декілька місяців підтримували порядок й припиняли грабунки в місцях свого базування та навколишніх районах.
На початку 1918 р. корпус повинен був вирушити для охорони північно-східного кордону України, але дорогою в безперервних дрібних зіткненнях й від збільшення дезертирства загітованих більшовиками нижніх чинів корпус припинив своє існування.